# ラジオスポーツ
ラジオスポーツ（英語: Radiosport）は、アマチュア無線に関連したスポーツ（競技）である。
国際アマチュア無線連合（IARU）に所属する各国のアマチュア無線の代表団体のなかには名称に"ラジオスポーツ"を冠する団体も存在する。

## コンテスト
コンテストはアマチュア無線局が規定の時間内により多くの局と交信することで得点を競い合う競技である。
IARUが毎年7月に主催するIARU HF World Championshipは1977年の開始から1986年の改名までIARU Radiosport Championshipであった。また、4年に1度開催される世界ラジオスポーツチーム選手権は現在でもコンテスト名称に"ラジオスポーツ"の単語が含まれている。
世界規模のコンテストではミスなく高効率に無線通信を行う技術はもちろんのこと、どの時間にどの方向にアンテナを向けるべきかといった知識・技術・勘や、飲まず食わず寝ずにコンテストに参加する体力、またチーム参加の場合には誰がどの時間に運用するのかといったマネジメント技術なども要求される。

## ARDF
ARDF（アマチュア無線方向探知、英語: Amateur Radio Direction Finding）は屋外の競技地域内に設置された送信機を、小形受信機を用いていかに早く見つけてゴールにたどり着けるかを競う競技である。類似した競技でFOXハンティングというものも存在する。
JARLの定めているルールでは競技地域は森林地域が望ましいとしており、その競技地域内を走り回ることとなる。そのため、電波に関する基本的な知識・勘、方向探査にかかる技術・勘、足の速さ、持久的な体力など複合的な力が要求される。

## SOTA (Summits On The Air)
SOTA（英語: Summits On The Air）はアワードの一種で、山頂で移動運用をしたり、山頂で移動運用をしている局と交信することで得点を得る競技である。
アマチュア無線機器を持って登山を行うため通常より重装備になりやすく、また多くの場合や常設のアンテナや電源もないため、重量物を伴う登山技術や省電力での無線運用技術、アンテナの設置技術などが要求される。

## 高速電信術
高速電信競技（英語: High Speed Telegraphy）は高速で送信されたモールス信号の通信を正確に読み取ることを競う競技である。アマチュア無線訓練試験（Radioamateur Practicing Tests (RPT) ）ではコンピュータープログラムを使用し一定時間に高速で送信されたコールサインを読み取り点数を競うもの。また「パイル・アップ」競技では一度に多く送信されたコールサインから、数多く読み取る点数を競うものなどがある。